# Шарль Дельпорт
Шарль Жуль Дельпорт (фр. Charles Jules Delporte; 11 березня 1893 — 30 листопада 1951) — бельгійський фехтувальник, чемпіон світу та олімпійський чемпіон.
Народився 1893 року в Брюсселі. У 1920 році взяв участь в Олімпійських іграх в Антверпені, де з командою посів 4-те місце у фехтуванні на шаблях, і став 10-м в особистій першості на шпагах. У 1924 році на Олімпійських іграх у Парижі став чемпіоном в особистій першості на шпагах і завоював срібну медаль у командній першості на шпагах, а бельгійська команда шаблістів знову не змогла дістатися медалей. 1926 року на Міжнародній першості з фехтування завоював бронзову медаль в особистій першості на шпагах. 1928 року на Літніх Олімпійських іграх в Амстердамі бельгійська команда шпажистів стала 4-ою, а в особистій першості на шпагах Шарль Дельпорт став 6-м. На Міжнародній першості з фехтування 1930 року він завоював золоту медаль у командній першості на шпагах.
У 1937 році Міжнародна федерація фехтування визнала всі Міжнародні першості з фехтування чемпіонатами світу, що проходили раніше.